# Pieter Jacob Kwint
Pieter Jacob Kwint (Meppel, 4 augustus 1922 – Makkum, Wonseradeel, 6 juli 1944) was een Engelandvaarder, verzetsman, geheim agent en Amsterdams student.

## Jeugd
Pieter Kwint was een zoon van Jentina Aleida Timmerman (1896) en hotelhouder Jacob Kwint (1899). Zijn vader was geboren in Dokkum, zijn moeder in Meppel. Pieter Kwint groeide op in Meppel. Hij ging studeren aan de Universiteit van Amsterdam.

## Verzet
In het voorjaar van 1943 weigerde hij de loyaliteitsverklaring te ondertekenen, waardoor hij rond 10 april moest onderduiken. Gaandeweg kwam hij in het verzet terecht. Zijn verzetsnaam was Peter de Man.

## Engelandvaarder
Nadat een Engelandvaart via Zweden was mislukt, vertrok Kwint begin november in Wehrmachtuniform naar Parijs, waar hij enkele weken verbleef. Vervolgens sloot hij zich aan bij een grote groep die eind november door de Pyreneeën naar Spanje trok. Pal over de grens zijn zij onmiddellijk gearresteerd. Na een verblijf van enkele dagen in de plaatselijke gevangenis is de groep verplaatst naar de militaire gevangenis in Lerida. Bemiddeling vanuit het Nederlands consulaat resulteerde op 14 januari in hun vrijlating. Via hotels in Barcelona en Madrid vervolgde Kwint in deze groep van 120 Nederlanders en 28 Polen zijn reis per trein naar Portugal, om in Vila Real de Santo António aan boord van het Merchant Navy stoomschip Sayonara te stappen. Dit schip bracht hen naar Gibraltar. Kwint en consorten genoten bij de Rots van Gibraltar ruim vijf weken Britse gastvrijheid en waren gekleed in Engelse uniformen met als distinctief de Oranje Leeuw op de rechtermouw. De zeereis naar Groot-Brittannië werd in een groot konvooi gemaakt met het troepenschip Orduña Castle, dat hen zonder te zijn aangevallen op 16 maart 1944 in Liverpool aan land zette.

## Training bij SOE
Aan het eind van de verhoren op de RVPS werd Kwint gevraagd voor en ingedeeld bij Special Operations Executive (SOE) en opgeleid tot geheim agent, inzetbaar voor zowel spionage als sabotage. Na zijn training bij SOE is hij op 3 juli 1944 bevorderd tot tweede luitenant.

## Missie

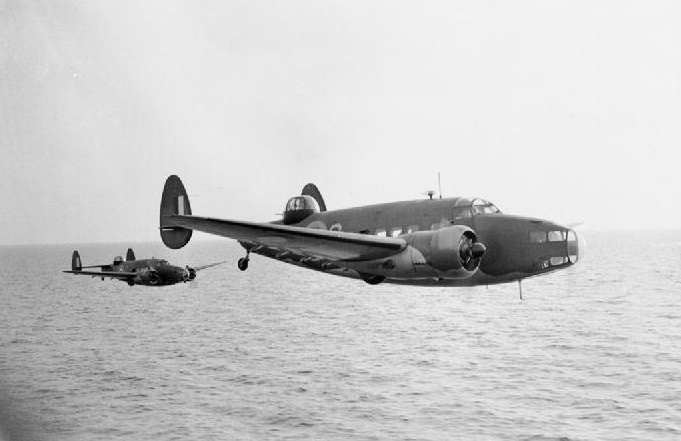
Hudsons boven de Noordzee

Voor zijn sabotage- en spionageactiviteiten in Duitsland vertrok Pieter Kwint in de nacht van 5 op 6 juli samen met Johannes Walter vanaf RAF Tempsford. Aan boord van de Hudson FK790 (MA-R) bevond zich een tweede SOE-team, bestaande uit de Nederlandse agenten Jan Bockma en Pleun Verhoef, dat namens BBO contact moest leggen met de Raad van Verzet. Zij zouden allen boven de dropping zone Appelsche heide bij Nijkerk worden geparachuteerd.
Het toestel van het 161 Squadron RAF werd gevlogen door de ervaren piloot flight lieutenant J.W. Menzies en zijn vaste bemanningsleden flight officer K.R. Bunney (navigator), sergeant E.M. Elliot (boordschutter) en sergeant D.J. Withers (radio-operator). De Lockheed Hudson vloog ongeveer 15 meter boven de Noordzee en kwam ter hoogte van Vlieland en Terschelling boven de Nederlandse Waddenzee. Om onduidelijke redenen heeft het toestel plots hoogte gewonnen en werd het van onderaf met een 20 mm-kanon beschoten door de boordschutter van een Messerschmitt Bf 110G-4 met 3 bemanningsleden. Dit Duitse jachtvliegtuig was na een alarmoproep tegen 0100 uur ter onderschepping opgestegen vanaf Fliegerhorst Leeuwarden.
De Hudson FK790 stortte vlak bij de afsluitdijk, zo’n 4 kilometer ten zuidwesten van Kornwerderzand, in het IJsselmeer neer. Geen van de inzittenden overleefde de crash.
De Duitse geheime diensten in Nederland wisten via een lek in het SOE-radioverkeer dat deze vlucht zou komen. Het toestel had pas mogen worden neergeschoten nadat de agenten waren geparachuteerd, zodat zij gevangen genomen zouden kunnen worden; maar dat bevel had de Duitse bemanning volgens de piloot, Feldwebel Lahmann, niet bereikt.

## Begrafenis inzittenden en berging toestel

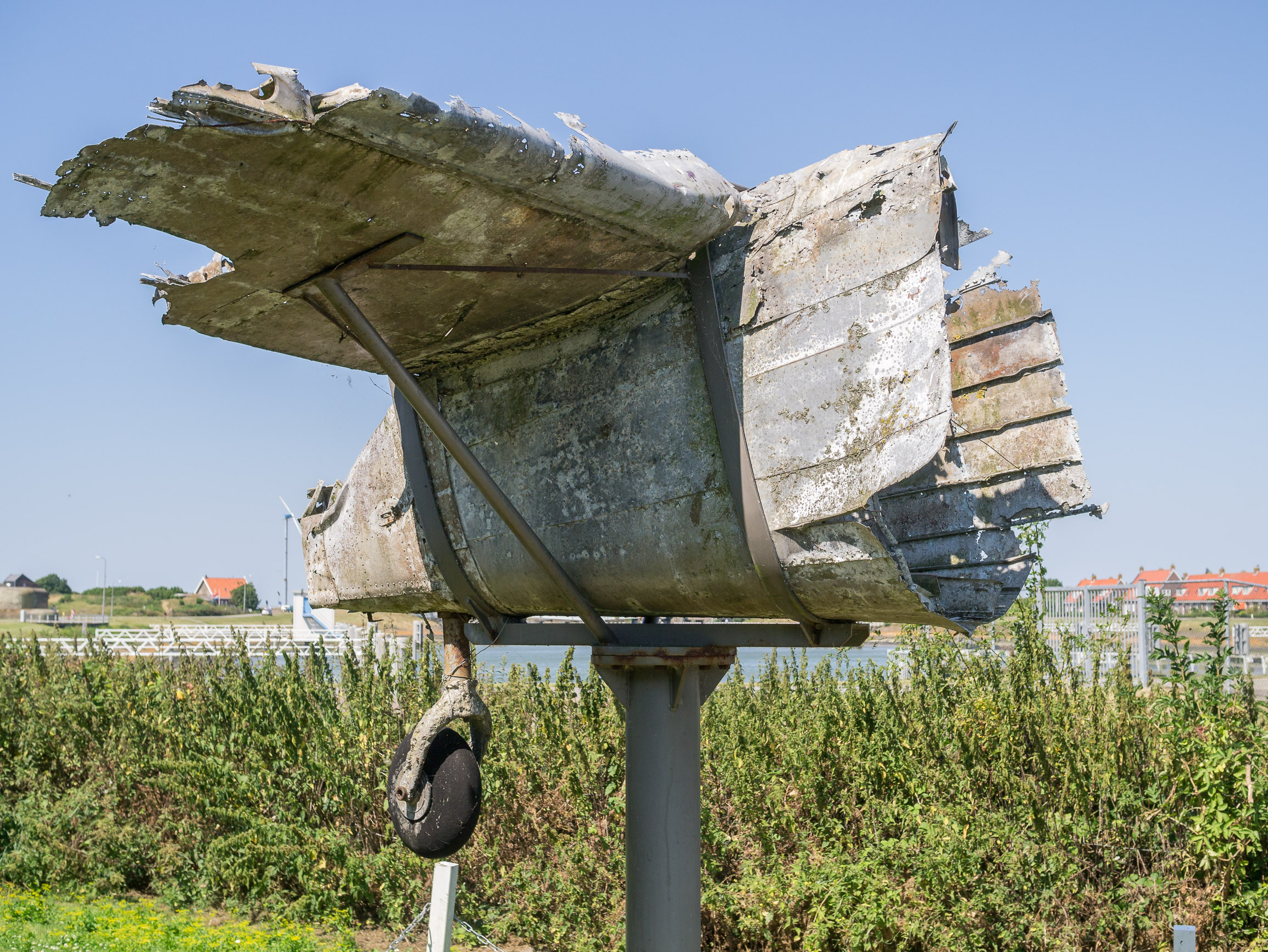
Het staartstuk van de geborgen Lockheed Hudson FK790

Zes bemanningsleden en SOE-agenten – waaronder Kwint – werden in de dagen na de crash gevonden door vissers. Na onderzoek door een Duitse arts in het bijzijn van een Nederlandse politieagent die betrokken was bij het verzet, zijn zij begraven bij de Nederlands Hervormde kerk in het nabijgelegen Makkum. In hun kleding en bagage zaten grote sommen Nederlands, Belgisch en Frans geld, code-gedichten, one-time pads, een pistool, munitie en radiokristallen.
In 1997 heeft de Koninklijke Marine het toestel geborgen. In de cockpit werden de stoffelijke resten van de nog vermiste piloot John Menzies aangetroffen. Hij is in oktober 1998 bij de overige bemanningsleden begraven op de begraafplaats in Makkum. Pieter Kwint is herbegraven in Meppel.

## Onderscheidingen
Voor zijn Engelandvaart en is Kwint met de volgende onderscheiding gedecoreerd.
- Kruis van Verdienste, postuum, K.B. no.25 van 24 augustus 1944, registratienummer 890 (inlichtingendienst), toelichting:[30][31][32]

Nederland - voorbereiden en uitvoeren plan tot ontsnapping uit bezet Nederland en na vele moeilijkheden Engeland bereikt.